# Экология человека
Экология человека (антропоэкология) — междисциплинарная наука, являясь частью социальной экологии, согласно В. П. Казначееву,  рассматривается как «комплексная наука, призванная изучать закономерности взаимодействия людей с окружающей средой, вопросы развития народонаселения, сохранения и развития здоровья людей, совершенствования физических и психических возможностей человека». 
Основные задачи экологии человека были определены в 1983 г. на первом Всесоюзном совещании в городе Архангельске и в 1984 г. в первой Всесоюзной школе-семинаре по данной проблеме в городе Суздале. К ним в частности относятся:
- Изучение состояния здоровья людей.
- Исследование динамики здоровья в аспектах естественно-исторического и социально-экономического развития.
- Прогноз состояния здоровья будущих поколений людей.
- Изучение влияния отдельных факторов среды и их компонентов на здоровье и жизнедеятельность популяций людей (городской, сельской и т. п).
- Исследование процессов сохранения и восстановления здоровья и социально-трудового потенциала  популяций.
- Анализ глобальных и региональных проблем экологии человека.
- Разработка новых методов экологии человека (космических, биохимических и др).
- Разработка путей повышения уровня здоровья и социально-трудового потенциала населения.

На современном этапе к названным задачам добавляются следующие, более конкретные:
- Создание антропоэкологического мониторинга — системы наблюдений за изменениями процессов жизнедеятельности людей в связи с действием на них различных факторов окружающей среды, а также наблюдений и оценок условий среды, которые влияют на здоровье населения, обуславливают распространение заболеваний.
- Составление медико-географических карт, отражающих территориальную дифференциацию заболеваний населения, связанных с ухудшением качества окружающей среды.
- Сопоставление медико-географических карт с картами загрязнения окружающей среды и установление корреляционной зависимости между характером и степенью загрязнения различных природных компонентов социоэкосистем и соответствующими заболеваниями населения.
- Определение научно обоснованных значений предельно допустимых техногенных нагрузок на человеческий организм.

Согласно современным воззрениям экологии человека, человек является главным объектом ее изучения, а всё его окружение – как физическое (природное и рукотворное), так и социальное – рассматривается как окружающая среда. Антропоэкология выступает как междисциплинарная область знаний, охватывающая медико-биологические, эколого-токсикологические, гигиенические, психологические и социальные аспекты жизнедеятельности человека.
По  Б. Г. Ананьеву, человек – это и биологический индивид, и личность (носитель социального), и субъект деятельности (инициатор активности), а также – интегральная индивидуальность (носитель только ему присущих черт).  Выделяя социальную сущность человека, можно говорить об экологии личности и экологии субъекта труда.
Все, что связано с экологией человека, имеет прямое отношение к проблемам здоровья. Категория «здоровье трудящегося» или, иначе "профессиональное здоровье"   следует рассматривать как экономическую ценность наряду с прибыльностью производства, а здоровье – как необходимое условие высокого трудового потенциала.
Экология личности  ориентирована на изучение закономерностей и возможности сохранения здоровья личности в условиях  социальной среды и информационной сферы, создания условий для полного раскрытия потенциальных сил и возможностей личности, восстановления нарушенное равновесие в человеческой душе.

## Историческое развитие
Истоки экологии как более широкой дисциплины уходят корнями в Грецию и приводят нас к длинному списку достижений в сфере естествознания. Экология также получила заметное развитие в других культурах. Традиционные знания, как их еще называют, включают склонность человека к интуитивным знаниям, интеллектуальным отношениям, пониманию и передаче информации о мире природы и человеческом опыте.Термин "экология" был введен Эрнстом Геккелем в 1866 году и определен непосредственно в отношении экономики природы.
Как и другие современные исследователи своего времени, Геккель перенял свою терминологию от Карла Линнея, у которого экологические связи человека были более очевидны. В 1749 году в своей публикации "Specimen academicum de oeconomia naturae" Линней разработал науку, включающую экономику и полис природы. Полис уходит своими греческими корнями в политическую общину (изначально основанную на городе-государстве), разделяя свои корни со словом "полиция" в отношении содействия росту и поддержанию хорошего социального порядка в общине. Линней был также первым, кто написал о близком родстве между человеком и приматами. Линней представил ранние идеи, найденные в современных аспектах экологии человека, включая баланс природы, подчеркивая при этом важность экологических функций:  "В обмен на удовлетворительное выполнение своих функций природа обеспечивала организм необходимыми условиями жизни". Работа Линнея оказала влияние на Чарльза Дарвина и других ученых своего времени, которые использовали терминологию Линнея с прямыми последствиями для человека, экологии и экономики. 
Экология - это не только биологическая, но и гуманитарная наука. Первым влиятельным социологом в истории экологии человека был Герберт Спенсер. Спенсер оказал влияние на работы Чарльза Дарвина и ответил взаимностью на его влияние. Герберт Спенсер придумал фразу "выживает сильнейший", он был одним из первых основателей социологии, который развил представление об обществе как организме, и создал ранний прецедент для социально-экологического подхода, который был последующей целью и связью между социологией и экологией человека.
Экология человека имеет разрозненную академическую историю, и ее развитие распространяется на целый ряд дисциплин, включая: домашнее хозяйство, географию, антропологию, социологию, зоологию и психологию. Некоторые авторы утверждают, что география - это экология человека. В свете разветвленной дискуссии о том, что составляет экологию человека, недавние междисциплинарные исследователи стремились к объединению научной области, которую они назвали "взаимосвязанными человеческими и природными системами, основанными на предшествующей работе, но выходящими за ее пределы". Другие области или отрасли, связанные с историческим развитием экологии человека как дисциплины, включают культурную экологию, экологию города, экологию окружающей среды, социологию окружающей среды и антропологическую экологию.

### Связь с домашним хозяйством
В дополнение к своим связям с другими дисциплинами, экология человека имеет сильную историческую связь с областью домашнего хозяйства. Однако уже в 1960-х годах ряд университетов начали переименовывать факультеты экономики, школы и колледжи в программы по экологии человека. Отчасти это изменение названия явилось ответом на предполагаемые трудности с термином "домашняя экономика" в модернизирующемся обществе и отражало признание экологии человека как одного из первых вариантов выбора дисциплины, которая должна была стать домашней экономикой. В настоящее время программы по экологии человека включают Корнельский колледж экологии человека при Корнелльском университете и кафедру экологии человека при Альбертском университете и другие. 

### Применение в эпидемиологии и здравоохранении
Применение экологических концепций в эпидемиологии имеет те же корни, что и в других областях применения, причем решающую роль в этом сыграл Карл Линней. Однако этот термин, по-видимому, получил широкое распространение в медицинской литературе и литературе по здравоохранению в середине XX века. В 1971 году о нём узнали еще больше людей, благодаря публикации книги "Эпидемиология как медицинская экология" и в 1987 году - учебника "Общественное здравоохранение и экология человека". Концепция "здоровья экосистемы" возникла как тематическое движение, объединяющее исследования и практику в таких областях, как рациональное использование окружающей среды, здравоохранение, биоразнообразие и экономическое развитие. Исходя из применения таких концепций, как социально-экологическая модель здоровья, экология человека слилась с основными направлениями глобальной литературы в области здравоохранения.

## Ссылка
- Практическая экология человека Архивная копия от 3 мая 2016 на Wayback Machine